# Imukvere (Väike-Maarja)
Imukvere – wieś w Estonii, w prowincji Virumaa Zachodnia, w gminie Väike-Maarja.